# Лещина древовидная

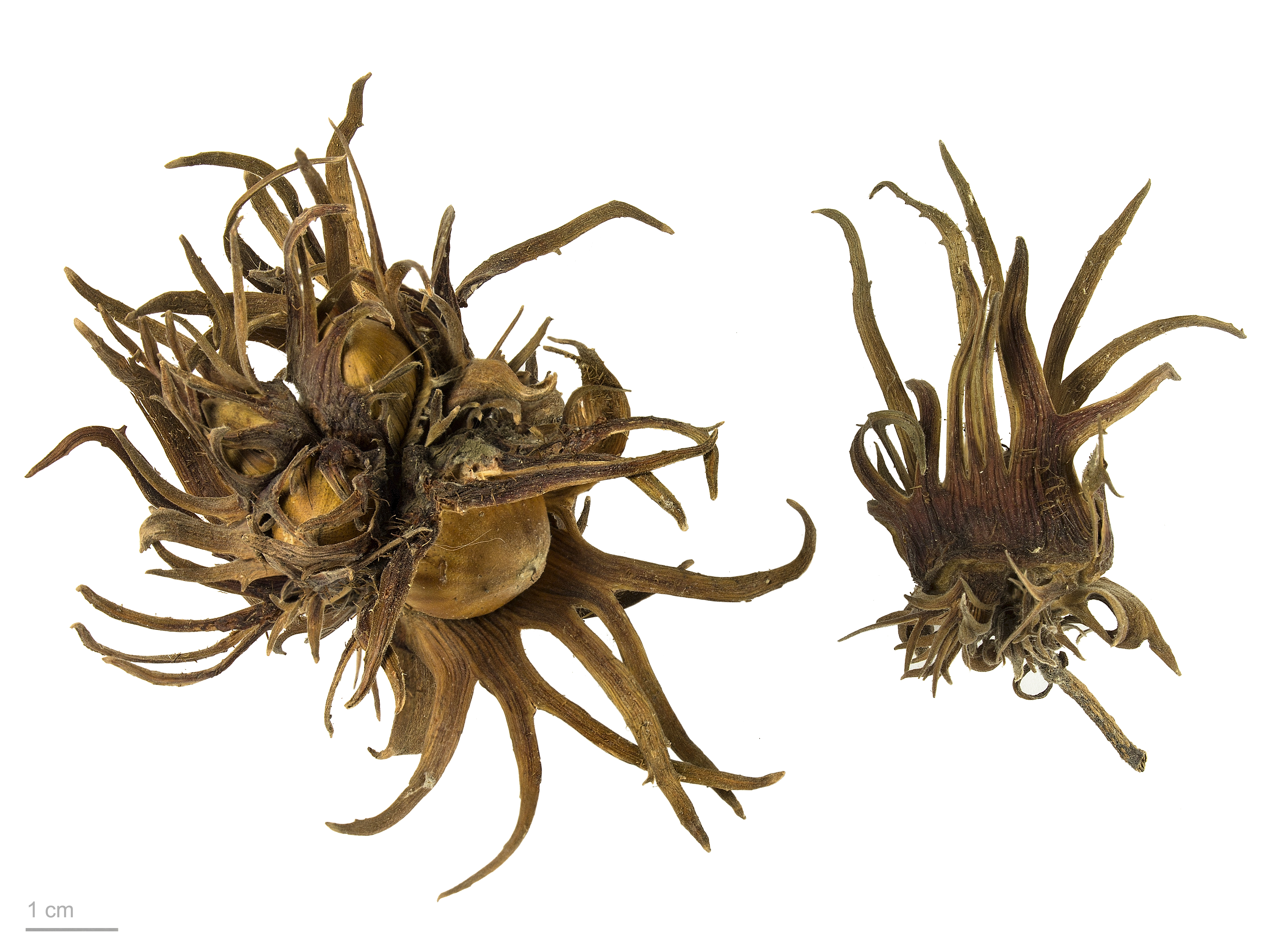
Плоды

Лещи́на древови́дная, или Оре́х медве́жий, или Оре́шник медвежий (лат. Córylus colúrna) — листопадное дерево, вид рода Лещина (Corylus) семейства Берёзовые (Betulaceae).

## Распространение и экология
В Российской Федерации встречается на Северо-Западном Кавказе и в Закавказье (Краснодарский край, Адыгея, Карачаево-Черкесия, Северная Осетия, Дагестан). За пределами России произрастает в Азербайджане, Грузии, Армении, северном Иране, на Балканском полуострове, в Малой и Передней Азии.
На Кавказе орех медвежий растёт в смешанных широколиственных лесах практически от уровня моря до высоты 1700 метров над уровнем моря, но в основном приурочен к среднему горному поясу. Предпочитает свежие, богатые гумусом, в основном карбонатные почвы с достаточным увлажнением. Теневынослив.
Численность популяций лещины древовидной в России невысока. Ради красивой прочной древесины этот вид хищнически вырубали ещё в дореволюционные времена и лишь способность расти в труднодоступных горных ущельях спасла его от полного истребления. Вопрос об охране вида был поднят в СССР ещё в 1929 году. Сейчас он внесён в Красную книгу России и Красные книги Краснодарского края, Республики Адыгеи, Карачаево-Черкесии, Северной Осетии, охраняется в ряде заповедников.

## Ботаническое описание
Кариотип: 2n=28
В отличие от большинства других видов лещины, этот вид представляет собой не кустарник, а дерево высотой до 20—30 метров, живущее до 200 лет с густой широкопирамидальной кроной.
Корневая система глубокая, стержневая. Корневых отпрысков лещина древовидная не даёт.
Однолетние побеги желтовато-серые, со щетинисто-волосистым опушением. Кора на стволе и старых ветвях серая, глубоко-трещиноватая, отделяется пластинками. Почки продолговато-яйцевидные, с красновато-бурыми опушёнными чешуями.
Листья округлые, тёмно-зелёные, широкояйцевидной или овальной формы, длиной 7—12 см, шириной 5—9 см. Прилистники ланцетные, заострённые. Основание листовой пластинки сердцевидное, к вершине она суженная, коротко заострённая, край листа дваждызубчатый. Молодые листья сверху опушены, снизу волосистые в основном по жилкам, позже становятся голыми. Черешки длиной 1,5—4,5 см, железисто опушённые.
Цветёт рано весной (в марте-апреле). Как и у других видов лещины, мужские цветки собраны в цилиндрические серёжки длиной 6—10 см, толщиной до 6 мм. Женские цветки скрыты в мелких почках, из-под чешуй которых выставляются во время цветения только рыльца.
Плоды — односемянные орехи, собраны вместе по 3—8 штук. Обёртка ореха (плюска) железистая, широко раскрытая, листочки её значительно длиннее самого ореха и многократно рассечены на линейно-ланцетные острые сегменты, часто серповидно изогнутые. Орехи мелкие, сдавленные с боков, с очень толстой твёрдой скорлупой. Плодоношение не регулярное, урожайные годы чередуются с 2—3 неурожайными. Собирают урожай в августе-сентябре.

## Таксономия
Вид Лещина древовидная входит в род Лещина (Corylus) подсемейства Лещиновые (Coryloideae) семейства Берёзовые (Betulaceae) порядка Букоцветные (Fagales).
|  |                                      |  |                                                             |                                                             |                     |  | ещё 7 семейств (согласно Системе APG II) | ещё 7 семейств (согласно Системе APG II)                   |                                                            |  |  |  | ещё 3 рода   | ещё 3 рода             |  |  |
|  |                                      |  |                                                             |                                                             |                     |  | ещё 7 семейств (согласно Системе APG II) | ещё 7 семейств (согласно Системе APG II)                   |                                                            |  |  |  | ещё 3 рода   | ещё 3 рода             |  |  |
|  |                                      |  |                                                             | порядок Букоцветные                                         |                     |  |                                          |                                                            | подсемейство Лещиновые                                     |  |  |  |              | вид Лещина древовидная |  |  |
|  |                                      |  |                                                             | порядок Букоцветные                                         |                     |  |                                          |                                                            | подсемейство Лещиновые                                     |  |  |  |              | вид Лещина древовидная |  |  |
|  | отдел Цветковые, или Покрытосеменные |  |                                                             |                                                             | семейство Берёзовые |  |                                          |                                                            | род Лещина                                                 |  |  |  |              |                        |  |  |
|  | отдел Цветковые, или Покрытосеменные |  |                                                             |                                                             |                     |  |                                          |                                                            |                                                            |  |  |  |              |                        |  |  |
|  |                                      |  | ещё 44 порядка цветковых растений (согласно Системе APG II) | ещё 44 порядка цветковых растений (согласно Системе APG II) |                     |  |                                          | ещё одно подсемейство, Берёзовые (согласно Системе APG II) | ещё одно подсемейство, Берёзовые (согласно Системе APG II) |  |  |  | ещё 16 видов |                        |  |  |
|  |                                      |  |                                                             | ещё 44 порядка цветковых растений (согласно Системе APG II) |                     |  |                                          |                                                            | ещё одно подсемейство, Берёзовые (согласно Системе APG II) |  |  |  |              |                        |  |  |

## Применение
Хотя орехи лещины древовидной мелкие и с очень твёрдой скорлупой (её невозможно расколоть зубами), ядра их очень вкусны. В качестве пищевого растения этот вид культивировался со времён Древней Греции и Рима.
Древесина, как и у других видов лещины, плотная и прочная, с красивым розоватым оттенком, используется для производства мебели и прочих столярных изделий.
Этот вид также представляет интерес для селекции из-за древовидной формы роста и большой плодовитости.
В Европе и в Северной Америке его часто разводят как декоративное растение, благодаря крупным листьям и красивой форме кроны.
В России лещина древовидная в культуре уже более 100 лет. Растёт в 24 дендрологических и ботанических садах России, от южных областей страны до Санкт-Петербурга на севере, хотя в северных районах деревья иногда подмерзают зимой.
|                                                                 |  |  |  |
| Слева направо: Общий вид дерева. Кора. Листья. Мужские серёжки. |  |  |  |